# Une de Mai
Une de Mai, född 24 juli 1964, död 7 april 1978, var en fransk travare som tävlade mellan 1966 och 1974. Hon tränades och kördes under hela tävlingskarriären av Jean-René Gougeon. Hon är efter hingsten Kerjacques och undan stoet Luciole III efter Euripide.

## Karriär
Une de Mai tävlade mellan 1966 och 1974 och sprang in 7 miljoner euro efter att ha tagit 74 segrar på 146 starter. Hon räknas som ett av de främsta franska stona genom tiderna. Hon vann bland annat Prix de Paris (1970, 1973) och Prix de France (1972).
Hon har även segrat i stora lopp som Critérium des 3 ans (1967), Prix de Vincennes (1967), Prix de l'Étoile (1969), Grand Critérium de Vitesse (1969, 1970, 1971, 1972, 1973), Gran Premio Lotteria (1969, 1970, 1971), International Trot (1969, 1971), Prix René Ballière (1970, 1971) och Prix de l'Atlantique (1971, 1972). Hon kom även andra plats i Critérium des 4 ans (1968) och Prix de France (1969, 1970, 1973).